# IC 250
IC 250 је спирална галаксија у сазвјежђу Кит која се налази на листи објеката дубоког неба у Индекс каталогу.
Деклинација објекта је - 13° 18' 49" а ректасцензија 2h 40m 54,2s. Привидна величина (магнитуда) објекта IC 250 износи 14,3 а фотографска магнитуда 15,1. IC 250 је још познат и под ознакама MCG -2-7-64, PGC 10162.